# Tamaryna białoczuba
Tamaryna białoczuba (Saguinus oedipus) – gatunek ssaka naczelnego z rodziny pazurkowcowatych (Callithrichidae). Tamaryna ta jest gatunkiem krytycznie zagrożonym wymarciem.

## Taksonomia
Gatunek po raz pierwszy formalnie opisał w 1758 roku szwedzki przyrodnik Karol Linneusz nadając mu nazwę Simia oedipus. Miejsce typowe według oryginalnego opisu to „Ameryka” (łac. Habitat in America), ograniczone w 1812 roku przez Alexandera von Humboldta do „Kolumbii”, ponownie ograniczone w 1949 roku przez Philipa Hershkovitza do dolnego biegu rzeki Sinú,  Kordoba, Kolumbia. Holotyp nie istnieje, Linneusz swój opis oparł na opisie i rycinie „The little lion-monkey” Georga Edwardsa która przedstawiała samicę pierwotnie trzymaną jako zwierzę domowe przez hrabinę Suffolk.
S. oedipus należy do podrodzaju Oedipomidas i grupy gatunkowej oedipus. 
Autorzy Illustrated Checklist of the Mammals of the World uznają ten takson za gatunek monotypowy.

### Etymologia
- Saguinus: fr. sagouin „pazurczatka”, być może od brazylijskiej, lokalnej nazwy sahui, używanej w okolicach Bahia[14].
- oedipus: gr. οιδος oidos, οιδεος oideos „obrzęk”, od οιδεω oideō „puchnąć”; πους pous, ποδος podos „stopa”[15].

## Zasięg występowania
Tamaryna białoczuba występuje w północno-zachodniej Kolumbii, między rzeką Atrato a dolnym biegiem rzeki Cauca (na zachód od Cauca i Isla Margarity) i nad rzeką Magdalena (z regionem Uraba, na zachód od Cauca) oraz w północno-wschodnim departamencie Chocó, na wschód od rzeki Atrato. Niewielkie, introdukowane populacje w Parku Narodowym Tayrona i na niektórych małych wyspach w pobliżu Kartageny i w Panamie, są poza naturalnym rozmieszczeniem tego gatunku.

## Morfologia
Długość ciała (bez ogona) 21–26 cm, długość ogona 33–40 cm; masa ciała samic średnio 404,1 g (n = 29) samców średnio 417,6 g (n = 37). Ssak ten posiada skąpo owłosioną szeroką, ciemnoszarą twarz; białą, długą, stojącą grzywę; grzbiet ciemnobrązowy bądź ceglastobrunatny; spód ciała i kończyny białawe. 

## Ekologia
Posiadają one bogaty repertuar dźwięków, podobnych do ptasich treli. Tamaryna białoczuba jest aktywna w dzień, noce spędza w rozgałęzieniach konarów. Żyje około 15 lat. Tamaryna białoczuba odżywia się owadami, pająkami, małymi ptakami, jaszczurkami, żabami, owocami, kwiatami oraz żywicą drzew.

## Status zagrożenia
W Czerwonej księdze gatunków zagrożonych Międzynarodowej Unii Ochrony Przyrody i Jej Zasobów został zaliczony do kategorii CR (ang. critically endangered ‘krytycznie zagrożony’).